# Daar gaat ze
Singles de Clouseau
Dansen (nl)
(1989) Louise
(1990)
Daar gaat ze est une chanson du groupe flamand Clouseau parue sur leur premier album Hoezo? et sortie en single en janvier 1990.
C'est l'un des plus grands et plus populaires succès de Clouseau, le single étant certifié disque d'or aux Pays-Bas et classé numéro 1 dans l'Ultratop 50 en Belgique flamande et numéro 2 dans le Nederlandse Top 40 en 1990,.
Une version en anglais intitulée Close Encounters, parue sur l'album éponyme, est également sortie en single en 1991, cette version permet de se classer en Allemagne, en Suède et en Suisse,,.
En 2019, la chanson est reprise dans une nouvelle version pop-rap-house par le duo de DJ belge Dimitri Vegas & Like Mike avec la participation du rappeur néerlandais Frenna. Intitulée Daar gaat ze (Nooit verdiend), cette version atteint la 12e place du Single Top 100 néerlandais et la 32e place de l'Ultratop 50 flamand,.

## Liste des titres
| A. | Daar gaat ze | Jan Savenberg            | 3:50 |
| B. | Fiets        | Bob Savenberg, Jot Theys | 1:29 |

| A. | Close Encounters (version anglophone de Daar gaat ze) | Jan Savenberg | 3:50 |
| B. | She's After Me (version anglophone de Ze zit)         | Bob Savenberg | 3:38 |

## Classements et certifications

### Version de Clouseau
| Classement (1990-92)                                                 | Meilleure position |
| -------------------------------------------------------------------- | ------------------ |
| Allemagne (GfK Single Top 100) Close Encounters (version anglophone) | 19                 |
| Belgique (Flandre Ultratop 50 Singles)                               | 1                  |
| Belgique (Flandre Vlaamse top 10)                                    | 1                  |
| Europe (Eurochart Hot 100)                                           | 45                 |
| Pays-Bas (Nederlandse Top 40)                                        | 2                  |
| Pays-Bas (Single Top 100)                                            | 2                  |
| Suède (Sverigetopplistan) Close Encounters (version anglophone)      | 40                 |
| Suisse (Schweizer Hitparade) Close Encounters (version anglophone)   | 28                 |

| Classement (1990)                | Position |
| -------------------------------- | -------- |
| Belgique (Flandre Ultratop)      | 11       |
| Pays-Bas (Nederlandse Top 40)    | 10       |
| Pays-Bas (Single Top 100)        | 3        |
| Classement (1992)                | Position |
| Allemagne (GfK) Close Encounters | 82       |

#### Certifications
| Pays            | Année | Certification | Seuil  |
| --------------- | ----- | ------------- | ------ |
| Pays-Bas (NVPI) | 1990  | Or            | 50 000 |

### Version de Dimitri Vegas & Like Mike
| Classement (2019)                       | Meilleure position |
| --------------------------------------- | ------------------ |
| Belgique (Flandre Ultratop 50 Singles)  | 32                 |
| Belgique (Flandre Ultratop R&B/Hip-Hop) | 3                  |
| Belgique (Flandre Vlaamse top 10)       | 3                  |
| Pays-Bas (Nederlandse Top 40)           | 41                 |
| Pays-Bas (Single Top 100)               | 12                 |

## Historique de sortie
| Pays ou région                  | Titre            | Date          | Format             | Label |
| ------------------------------- | ---------------- | ------------- | ------------------ | ----- |
| Belgique, Luxembourg, Pays-Bas, | Daar gaat ze     | janvier 1990  | 45 tours • CD maxi | HKM   |
| Allemagne,                      | Close Encounters | novembre 1991 | 45 tours           | EMI   |
| Royaume-Uni                     | Close Encounters | novembre 1991 | 45 tours           | EMI   |
| France                          | Close Encounters | novembre 1991 | maxi 45 tours      | EMI   |
| Pays-Bas                        | Close Encounters | novembre 1991 | CD maxi            | EMI   |
| Pays-Bas                        | Close Encounters | 1996          | CD maxi            | EMI   |